# هجوم برلين 2016
في 19 ديسمبر 2016، دهست شاحنة حشداً من الناس في سوق عيد الميلاد في برلين، ألمانيا مما أسفر عن مقتل اثنا عشر شخصاً على الأقل وإصابة خمسين آخرين. ·  · . فيما اعتبرته الشرطة الألمانية عمل إرهابي.

## مجريات التحقيق

### 20/12/2016
- قالت الشرطة الألمانية على حسابها على تويتر إنها اعتقلت مشتبهاً به قرب موقع سوق عيد الميلاد في برلين، وإنها تحقق فيما إذا كان هو السائق، وأضافت الشرطة أن راكباً بالشاحنة قتل خلال الحادث، ودعت الشرطة سكان برلين للبقاء بعيداً عن الشوارع.